# Glanegg
Glanegg is een gemeente in de Oostenrijkse deelstaat Karinthië, en maakt deel uit van het district Feldkirchen.
Glanegg telt 2012 inwoners.
Albeck · Feldkirchen · Glanegg · Gnesau · Himmelberg · Ossiach · Reichenau · Sankt Urban · Steindorf am Ossiacher See · Steuerberg
- Gemeinsame Normdatei: 7666247-0
- Virtual International Authority File: 247003914
- WorldCat: E39PBJh8RMxcRxPhd3PGJrY773